# Karim Benarif
Karim Benarif, né le 20 janvier 1993 à Rabat, est un footballeur marocain évoluant au poste de milieu central au FUS Rabat.

## Biographie
Il participe à la Ligue des champions d'Afrique et à la Coupe de la confédération avec le club du FUS Rabat.
Le 30 janvier 2015, Karim Benarif est sélectionné pour la première fois en équipe du Maroc A' sous M'hamed Fakhir pour un stage de préparation à El Jadida.

## Palmarès
- Vice-champion du Maroc en 2013 avec les FAR Rabat